# Martin Künzle

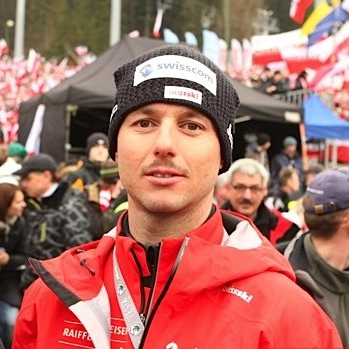
Martin Künzle (2011)

Martin Künzle (* 3. Februar 1980 im Kreis Toggenburg) ist ein ehemaliger Schweizer Skispringer und heutiger Skisprungtrainer.

## Werdegang
Martin Künzle begann im Jahre 2003 mit seiner Trainerarbeit in der Schweizer Skisprungmannschaft. Er arbeitete unter anderem als Trainer am Stützpunkt Ost und betreute die Continentalcup-Mannschaft. Im Frühjahr 2008 wurde er schließlich zum Trainer der Nationalmannschaft berufen und feierte einige große Erfolge mit Simon Ammann und Andreas Küttel.
Im April 2015 gab Martin Künzle seinen Rücktritt als Nationaltrainer bekannt und kündigte an, sich zukünftig dem Schweizer Skisprung-Nachwuchs zu widmen.